# دنیل درزنر
دنیل درزنر (انگلیسی: Daniel W. Drezner؛ زادهٔ ۲۸ اوت ۱۹۶۸) پدیدآور، استاد سیاست بین‌الملل در مدرسهٔ حقوق و دیپلماسی فلچر در دانشگاه تافتس، روزنامه‌نگار، و وبلاگنویس اهل ایالات متحده آمریکا است. او همچنین عضو پروژه نظم جهانی و استراتژی در نهاد بروکینگز است.